# ナーブルス県
ナーブルス県 (アラビア語: محافظة نابلس Muḥāfaẓat Nāblus; ヘブライ語: נפת שכם‎ Napat Šəḵem)は、パレスチナ自治区のヨルダン川西岸地区北部の県。
県都はナーブルス。
2014年7月1日の人口は37万2600人で、西岸地区の13.4%を占め、11県中3位。
面積は605km²で、西岸地区の10.7%を占め、11県中4位。
人口密度は615.9人/km²。
県知事はマフムード・アルール。

## 人口
- 1997年12月10日：26万1340人
- 2007年12月1日：32万830人
- 2014年7月1日：37万2600人

## 隣接県
- 北：ジェニーン県
- 北東：トゥーバース県
- 南東：エリコ県
- 南：ラマッラー・アル＝ビーレ県
- 南西：サルフィート県
- 西：カルキーリーヤ県
- 北西：トゥールカリム県

## 主要都市
人口は2014年7月1日の値。
- ナーブルス：14万6500人(県都)

## 難民キャンプ
- アスカル・キャンプ（英語版）
- エイン・ベイト・アル・マー・キャンプ（英語版）
- バラタ・キャンプ（英語版）